# PPN Ludvig Pavlović
Postrojba za posebne namjene Ludvig Pavlović bila je postrojba u sastavu Hrvatskog vijeća obrane tijekom rata u Bosni i Hercegovini. Sjedište bojne bilo je u Čapljini, u vojarni Božan Šimović, a poslije je ušla u sastav 2. gardijske brigade HVO-a. Nosila je ime hrvatskog viteza iz Bugojanske skupine, Ludviga Pavlovića.
Posebna postrojba 60. desantno-gardijska bojna koja sada nosi ime Postrojba za posebne namjenu je kažu svi stručnjaci: "stvarno posebna u svakom smislu." U postrojbi Ludvig Pavlović struktura je bila 99 % Hrvata, 99 % Hercegovaca. Postrojba je hitajući s Južnog bojišta pošla braniti svoje rođene pragove, izašla iz pukovnije Kralj Tomislav i stavila se na raspolaganje HVO-u.

## Povijest

### Osnivanje i razvoj
Mjeseca siječnja 1992. u Opuzenu je utemeljena 1. dragovoljačka pukovnija Kralj Tomislav. U sastavu pukovnije bili su dragovoljci koji su sudjelovali u borbama s četnicima u Konavlima, na Osojniku, u Čepikućama i širom Dubrovačkog primorja. S vremenom, pukovniji prilazi veći broj dragovoljaca iz Hercegovine. Nakon završne obuke pukovnija sudjeluje u obrani Kruševa kod Mostara te ide i u napadna djelovanja gdje četnicima nanosi teške gubitke u ljudstvu i tehnici. Poslije toga, u travnju 1992. u napadnom djelovanju, pukovnija s minimalnim gubitcima zauzima vojarnu 24. travnja u Čapljini. Tu pronalaze ogromne količine streljiva, oružja, oruđa, hrane, motornih vozila i dva tenka T-34.
Popunjavaju svoje zalihe, a višak daju ostalim hrvatskim brigadama. To je bila prva vojarna oslobođena od srpskog agresora u ratu u Bosni i Hercegovini.
Poslije još nekoliko borbi donosi se odluka da se osnuje korpus te da je već prva misija u Hadžićima. S obzirom na to da je u pukovniji bila neredovna isplata osobnih dohodaka, a propadnici nisu imali riješen status Hrvatske vojske, vladalo je i izvjesno nezadovoljstvo. Od 350 pripadnika koliko je tada imala pukovnija samo ih je 48 pristalo pristupiti novoutemeljenoj postrojbi (misli se na Kralj Tomislav), dok se jedan dio razdužio. 50-ak pripadnika prišlo je Paucima, a 92 pripadnika, na čelu s dozapovjednikom Božanom Šimovićem željni borbe, s dijelom naoružanja, streljiva i motornih vozila krenulo je u Čapljinu gdje se upravo pripremala akcija prelaska Neretve.
Dana 4. lipnja 1992. pripadnici postrojbe odlučuju da nije poželjno ići u Bosnu te da treba ostati u Hercegovini.

### Hrvatsko vijeće obrane
Odlučeno je tada da se postrojba stavi na raspolaganje HVO-u općine Čapljina za napad preko Neretve. Dana 6. lipnja iste godine Općinski HVO Čapljine daje postrojbi na privremeno korištenje vojarnu Gabela. 7. lipnja postrojba prelazi Neretvu i zauzima Ševaš Njive. Postrojba nastavlje dalje napredovanje te zauzima Bivolje brdo, Domanoviće, Gubavicu i Žitomisliće te poslije zauzimaju Stolac. Zapovjedništvo postrojbe zahtijeva rješavanje statusa postrojbe te dobiva zapovjed 22. lipnja 1992. potpisanu od Mate Bobana i generala Janka Bobetka kojom se legalizira postojanje postrojbe s imenom Samostalna bojna HVO-a. Nakon toga postrojba vrši obuku, prima nove dragovoljce i vrši izviđanja na mjestima mogućeg napada.

### Novo ime postrojbe
Dana 23. kolovoza 1992. prema želji svih pripadnika postrojba dobiva naziv Ludvig Pavlović. Sprječavaju prodor četnika na Rotimlju te osvaja rejon Hodova gdje pogiba zapovjednik Božan Šimović. Od 15. listopada djeluju u Jablanici i Prozoru gdje su izbili incidenti između Bošnjaka i Hrvata. Nakon Božanove pogibije jednoglasno je izabran Dragan Ćurčić. Vojarna u Čapljini od tada nosi ime Božana Šimovića. Poslije ratuju oko Bugojna, Viteza, Busovače, Stoca i Mostara. U teškoj borbi na Bokševici gube četiri pripadnika, ali izvršavaju sve svoje zadatke u akcijama Cincar i Zima '94. Nastavljaju svoj put na Glamoču ze u posljednjim akcijama Ljeto '95. i Maestral oslobađaju Vitorog, Kujače, Šipovo, Bosansko Grahovo, Drvar, Jajce i posljednji Mrkonjić Grad.

### Poslije rata
Poslije rata, Postrojba za posebne namjene Ludvig Pavlović se nalazila u sklopu 2. gardijske brigade HVO-a. Preustrojem vojske u BiH, 2005. godine Vojska Federacije Bosne i Hercegovine (u kojoj je HVO bio hrvatska komponenta) je zajedno s Vojskom Republike Srpske preustrojena u Oružane snage BiH.